# قله نمو
قله نمو (انگلیسی: Nemo Peak) یک قله آتشفشانی در جزایر کوریل کشور روسیه است.